# Mourjou
Mourjou är en kommun i departementet Cantal i regionen Auvergne-Rhône-Alpes i mitten av Frankrike. Kommunen ligger  i kantonen Maurs som ligger i arrondissementet Aurillac. År 2018 hade Mourjou 316 invånare.

## Befolkningsutveckling
Antalet invånare i kommunen Mourjou
Referens:INSEE